# Агрономов (хутор)
Агроно́мов — хутор в Дубовском районе Ростовской области.
Входит в состав Вербовологовского сельского поселения.

## Население
| 2002 |
| ---- |
| 199  |

| 1989 | 2002 | 2010 |
| ---- | ---- | ---- |
| 248  | ↘198 | ↘158 |

## Улицы
- пер. Агрономов,
- ул. Ериковая,
- ул. Чабанская.